# Sophia Lee
Sophia Lee (Londra, 13 maggio 1750 – Clifton, 13 marzo 1824) è stata una drammaturga, educatrice e scrittrice inglese, una delle prime autrici di narrativa gotica.

## Vita e produzione letteraria
Figlia di John Lee, attore e impresario teatrale, la sua prima piece, The Chapter of Accidents, un dramma in tre atti basato su Il padre di famiglia di Denis Diderot, fu prodotto da George Colman il Vecchio e messo in scena al Haymarket Theatre il 5 agosto 1780 riscuotendo un successo immediato.
Quando suo padre morì nel 1781, Sophia spese i guadagni della commedia per fondare una scuola a Bath. Il suo romanzo The Recess, o a Tale of other Times (1783–1785), ambientato in epoca elisabettiana, ha per protagoniste due figlie - immaginarie - della Regina Maria Stuarda. Può essere considerato una delle prime narrazioni del genere gotico e anticipa temi che saranno centrali per altri scrittori gotici a lei contemporanei. Ebbe un così grande successo, che nel 1820 fu pubblicato quello che oggi si direbbe uno spin-off, Rose Douglas, o The Court of Elizabeth. Sebbene la sua prosa possa essere considerata meno accattivante di quella di Ann Radcliffe, è innegabile la sua influenza sul genere, e anche su autori come Walter Scott.
Da quest'opera l'autore italiano Carlo Federici trasse la commedia Il paggio di Leicester, che a sua volta divenne la fonte per Elisabetta, regina d'Inghilterra, l'opera di Gioachino Rossini del 1812, il cui libretto fu scritto da Giovanni Schmidt.
Con sua sorella Harriet Lee, Sophia scrisse anche una serie di Canterbury Tales (1797). Tra le altre sue opere, The Life of a Lover (1804) e Ormond; o il Debauchee (1810).
Morì nella sua casa vicino a Clifton, Bristol, il 13 marzo 1824.